# Падуанский университет
Падуа́нский университе́т (итал. Università degli Studi di Padova, вен. Università de Pàdova) — один из старейших университетов Европы и Италии, открыт в Падуе в 1222 году. В XV—XVIII веках — главный образовательный центр Венецианской республики. Девиз — Universa universis patavina libertas («Свобода Падуи, всеобщая и для всех»).

## История
Университет основан в 1222 году преподавателями и студентами, оставившими Болонский университет из-за конфликта с начальством. В Средние века в Падуе учились студенты со всей Европы, разделённые на «нации» (землячества) по месту происхождения. С 1339 по 1813 годы разделён на две организации — Universitas Iuristarum, где преподавалось гражданское и каноническое право и богословие, и Universitas Artistarum, где преподавались астрономия, диалектика, философия, грамматика, медицина и риторика. Был также Universitas Theologorum, созданный в 1373 году папой Урбаном V.
Падуанский университет стал одним из центров науки (астрономия, медицина, право) эпохи Возрождения, ему покровительствовала Венецианская республика, обеспечивавшая дух независимости от схоластической догматики и влияний Рима. Здесь учились или работали такие деятели первой величины Возрождения и раннего Нового времени, как Пико делла Мирандола, Николай Кузанский, Коперник, один из основателей итальянского литературного языка Пьетро Бембо, Торквато Тассо, Галилей, Везалий, белорусский первопечатник Франциск Скорина. В 1678 году степень доктора философии впервые в мире получила женщина — Елена Корнаро Пископия. С этого времени в университете был принят девиз: «Падуанская свобода универсальна для всех».
В XIX—XX вв. наблюдалась тенденция к децентрализации университета и к возникновению лабораторий и кампусов за пределами Падуи. 8 февраля 1848 года во время революции 1848—1849 гг. произошло восстание студентов против австрийского владычества, университет был закрыт до 1850 года.
С 2022 года Падуанский университет испытывает трудности с выплатой стипендий за «право учиться». Таким образом, оставляя 1955 студентов (207 иностранных студентов) без какого-либо жилья и получения стипендий.

## Современность
В 1995 году принят новый устав, давший университету больше независимости. Ныне в университете
65 тысяч студентов, 13 факультетов: гуманитарных наук и философии, экономики, образования, инженерный, юридический, физико-математический/естественный, медицинско-хирургический, фармацевтический, сельскохозяйственный, психологический, политологический, статистический и ветеринарный. Ректор — Розарио Риццуто.

## Ботанический сад
Созданный при Падуанском университете в 1545 году ботанический сад — второй в Европе после Пизанского, но претендует на звание старейшего из непрерывно действующих, так как его конкурент не раз переезжал с места на место. В 1997 году объявлен памятником Всемирного наследия.

## Преподаватели
- Галилей, Галилео (годы жизни 1564—1642)
- Анджелис, Стефано (1623—1697)
- Валлиснери, Антонио (1661—1730)
- Ассемани, Симон (1752—1821)
- Якопо Забарелло, преподавал логику и философию, с 1564 по 1589
- Серторио Орсато (1617—1678), преподавал философию
- Пьетро Помпонацци, занимал кафедру натурфилософии с 1495 по 1509
- Гвидо Панциролли, доктор 1547; профессор права 1547—1570, 1582—1599; первая кафедра римского права в 1554—1570, «во второй половине дня председатель» кафедры гражданского права 1556—1570
- Глория, Андреа (1821—1911), историк.

## Известные выпускники
- Микеланджело Ассон (1802—1877) — итальянский врач, педагог, профессор.
- Клаич, Михо
- Премьер-министр Греции Александрос Маврокордатос
- Гега, Карл Риттер фон, архитектор, инженер, строитель железнодорожных линий.
- Гови, Джильберто, физик, профессор.
- Кардинал Станислав Гостий
- Джованни Пико, гуманист
- Падре Креспи — эквадорский католический религиозный деятель, известный как создатель коллекции древних артефактов Падре Креспи из Эквадора.
- Николай Кузанский, архиепископ, один из известнейших богословов эпохи ренессанса
- Николай Коперник, астроном
- Сэр Фрэнсис Уолсингем (около 1532—1590)
- Франсуа де Продаж, доктор гражданского и канонического права, диплом с отличием и др., в 1591, епископ Женеве в 1602 году, причислен к лику святых в 1665 году
- Уильям Гарвей, анатомист
- Джованни Баттиста Морганьи
- Уго Фосколо
- Паоло Падовани, астроном
- Елена Корнаро Пископия, первая женщина получившая степень доктора философии
- Джузеппе Тартини, музыкант и композитор
- Джакомо Казанова, путешественник, автор и соблазнитель

В России
- Греческие братья-монахи Иоаким и Софроний Лихуды — одни из первых преподавателей первого высшего заведения России — Славяно-Греко-Латинской Академии.
- Пётр Васильевич Постников (ок. 1670 — ок. 1730) — доктор медицины и философии Падуанского университета.

В Беларуси
- Франциск Лукич Скорина (около 1490, Полоцк — 1551, Прага) — белорусский[2][3][4][5] и восточнославянский первопечатник, философ-гуманист, писатель, общественный деятель, предприниматель и учёный-медик. Переводчик на белорусскую редакцию (извод) церковнославянского языка книг Библии, издатель этих книг[6][7].Получил в Падуе звание доктора наук.